# John Gordon MacWilliam

Bischofswappen von John Gordon MacWilliam

John Gordon MacWilliam MAfr (* 20. November 1948 in Wimbledon, England) ist ein englischer Ordensgeistlicher und emeritierter römisch-katholischer Bischof von Laghouat in Algerien.

## Leben
John Gordon MacWilliam lebte aufgrund des Militärdienstes seines Vaters als Jugendlicher zeitweise im Sudan und in Simbabwe. Nach dem Besuch der Grundschule in Sussex und verschiedener Militärschulen absolvierte er selbst 17 Jahre Militärdienst und erreichte den Dienstgrad eines Majors. Anschließend trat er der Ordensgemeinschaft der Weißen Väter bei und studierte von 1984 bis 1986 Philosophie am Missionsinstitut des Ordens in London. Nach dem Spiritualitätsjahr war er von 1987 bis 1989 zur Ausbildung im Maghreb, vor allem in Tunesien und schloss in der Zeit von 1989 bis 1992 in London sein Theologiestudium ab. Während dieser Zeit legte er im Dezember 1991 die ewige Profess ab und empfing im selben Monat die Diakonenweihe. Am 4. Juli 1992 empfing er in der Kirche Our Lady Help of Christians auf dem Gelände der Worth Abbey in Turners Hill, West Sussex, das Sakrament der Priesterweihe.
Nach der Priesterweihe studierte er von 1992 bis 1995 in Rom Islamwissenschaft am Päpstlichen Institut für Arabische und Islamische Studien. Anschließend war er bis 2008 in Algerien und danach bis 2015 in Tunesien in verschiedenen Funktionen tätig. Ab 2015 war er Provinzial seines Ordens für Nordafrika.
Am 16. März 2017 ernannte ihn Papst Franziskus zum Bischof von Laghouat. Der emeritierte Apostolische Nuntius in Ägypten, Erzbischof Michael Fitzgerald MAfr, spendete ihm am 20. Mai desselben Jahres in der Kirche Our Lady Help of Christians auf dem Gelände der Worth Abbey in Turners Hill, West Susse, die Bischofsweihe. Mitkonsekratoren waren der Erzbischof von Tunis, Ilario Antoniazzi, und MacWilliams Amtsvorgänger Claude Rault MAfr.
Am 25. Januar 2025 nahm Papst Franziskus seinen altersbedingten Rücktritt an und ernannte Diego Ramón Sarrió Cucarella MAfr zu seinem Nachfolger. Bis zu dessen Amtsantritt am 16. Mai desselben Jahres verwaltete er das Bistum Laghouat weiter als Apostolischer Administrator.